# Gerard Fieret
Gerrit Petrus (Gerard) Fieret (Den Haag, 19 januari 1924 - aldaar, 22 januari 2009) was een Nederlands fotograaf, beeldend kunstenaar en dichter.
Fieret volgde een opleiding tot beeldend kunstenaar, eerst gedurende een jaar aan de Koninklijke Academie van Beeldende Kunsten en vervolgens aan de Vrije Academie in Den Haag; hij was autodidact in de fotografie.
Zijn fotografische werk is o.a. opgenomen in de collecties van het Gemeentemuseum Den Haag en van de Universiteitsbibliotheek Leiden.

## Privéleven
Fieret was in de laatste jaren voor zijn dood in Den Haag een bekende verschijning als iemand die met twee emmers duivenvoer aan het stuur van zijn fiets door de stad trok om duiven te voeren.

## Publicaties
- H. Barends, C. Maes en Wim van Sinderen eds., Foto en Copyright by G.P. Fieret (Amsterdam en Antwerpen 2004).
- H. Barends en Wim van Sinderen eds., Foto en Copyright by G.P. Fieret. Volume 2. (Amsterdam en Antwerpen 2010).
- F. van Burkom, Gerard Fieret (Haarlem 2010).
- Wim van Sinderen ed., Het onvermoeibaar epos: Fieret-Tichý-Heyboer (Zwolle 2010).
- Els Hansen, Meer zwart dan wit. Herinneringen & brieven aan Gerard Fieret (1924-2009) (Alkmaar 2012).
- Hripsimé Visser, Wim van Sinderen, Violette Gillet, Francesco Zanot, Gerard Petrus Fieret, 2016.
- Frank van den Engel, documentaire Uur van de Wolf, "Foto & Copyright by G.P. Fieret", 2009.